# Авдулов, Андрей Николаевич
Андре́й Никола́евич Авдулов  (22 октября 1930, Ленинград — 20 декабря 2008, Москва) — российский науковед, доктор философских наук, кандидат технических наук, главный научный сотрудник Центра научно-информационных исследований по науке, образованию и технологиям ИНИОН РАН, редактор серии «Науковедение. реферативный журнал».

## Биография
Сын биолога Н. П. Авдулова. Окончил исторический факультет МГУ и машиностроительный институт. Работал инженером-конструктором, был директором НИИ, руководил одним из управлений Минстанкомпрома РСФСР (Министерство станкостроительной и инструментальной промышленности). В 1967 году защитил кандидатскую диссертацию «Исследование контроля круглости методом образцового вращения и разработка кругломеров для проверки деталей прецизионных станков».
Научной деятельностью вплотную занялся в 1983 году.

## Научная деятельность
- Докторская диссертация — «Генезис и современный этап интеграции науки и производства (социально-философский аспект проблемы)» (1995).

С 1993 года писал в соавторстве с А. М. Кулькиным, в результате совместной деятельности в свет вышел ряд работ об аспектах развития науки в разных уголках мира.
Авдулов занимался интеграцией науки и производства как целостным, историческим процессом во второй половине XIX и в XX веке. Разработал периодизацию на основе институционального подхода, соответствующую специфике интеграционного процесса, что дает возможность по-новому, без политических пристрастий, подойти к периодизации НТР в целом, выбирая в качестве обобщенного показателя последовательные стадии интеграционного процесса, непосредственно связанные с развитием производительных сил и производственных отношений, и получая возможность проследить НТР на протяжении более столетия в едином ключе как движение от случайного, эпизодического и стихийного ко все более закономерному, рациональному и управляемому, демонстрирующему способность влиять на ход своего развития.
Являлся известным специалистом по истории развития науки и техники в Японии.

## Семья
- Жена — Евгения Михайловна урождённая ?
  - Сын — Николай (14.08.1956—15.09.2018), фармаколог, доктор биологических наук, c 1991 жил в США[5].
  - Сын — Александр, японист, специалист по чайной церемонии, живёт в Канаде.

## Избранные публикации
- Наука и производство: век интеграции (США, Зап. Европа, Япония) / А. Н. Авдулов ; Рос. акад. наук, ИНИОН. — М. : Наука, 1992. — 166 с. : ил. ; 22 см. — ISBN 5-02-010632-1 : Библиогр.: 165—167 (73 назв.)
- Система научно-информационного обеспечения деятельности конгресса США : науч.-аналит.обзор / А. Н. Авдулов. — М. : ИНИОН, 1990. — 78 с. ; 20 см. — (Науковедение за рубежом). — Библиогр.: с.78-79(17 назв.).
- Исследования и разработки в области информационной техники и технологии: состояние и перспективы
- Наука и производство: век интеграции (США, Западная Европа, Япония). — М.: Наука, 1992. — 166 с.
- Социально-философские аспекты научно-технической политики (по материалам США) / А. Н. Авдулов, А. М. Кулькин ; ИНИОН РАН, 1993. — 154 с.
- Власть, наука, общество : система гос. поддержки науч.- техн. деятельности: опыт США / А. Н. Авдулов, А. М. Кулькин ; Рос. акад. наук. Ин-т науч. информ. по обществ. наукам. — М. : 1994. — 284 с. — Библиогр.: с. 282—284
- Структура и динамика научно-технического потенциала России : монография / А. Н. Авдулов, А. М. Кулькин ; Рос. акад. наук. ИНИОН, МГУ им. М. В. Ломоносова, Ин-т гос. упр. и социал. исслед. — М. : Эдиториал УРСС, 1996. — 320 с. : табл. — ISBN 5-901006-23-2 : Библиогр.: с. 315—320.
- Программы регионального развития в контексте государственной научно-технической политики: опыт США / А. Н. Авдулов, А. М. Кулькин ; Рос. акад. наук. ИНИОН. — М.: 1999. — 166с. : табл. — ISBN 5-248-01331-3 : Библиогр.: с. 163—166.
- Наука России на пороге XXI века: Проблемы организации и управления. / Авдулов А. Н., Бромберг Г. В., Кулькин А.М и др. (коллектив). — Университетский гуманитарный лицей, 2000. — 305 с.
- Государственная научно-техническая политика Японии: основные этапы и направления / А. Н. Авдулов, А. М. Кулькин ; Рос. акад. наук. ИНИОН, МГУ им. М. В. Ломоносова, Ин-т гос. упр. и социал. исслед. — М. : ИНИОН, 2000. — 342 с., [1] л. схем : ил. — ISBN 5-248-01346-1 : Библиогр.: с. 337—342
- Системы государственной поддержки научно-технической деятельности в России и США: процессы и основные этапы их формирования / А. Н. Авдулов, А. М. Кулькин ; Рос. акад. наук, Ин-т науч. информ. по обществ. наукам. — М. : ИНИОН, 2003. — 83 с. — Библиогр.: с. 82-83. — ISBN 5-248-00143-9
- Научные и технологические парки, технополисы и регионы науки / А. Н. Авдулов, А. М. Кулькин; Рос. акад. наук, Ин-т науч. информ.по обществ. наукам. — М. : ИНИОН, 2005. — 148 с. — Библиогр.: с. 145—146. — ISBN 5-248-00205-2
- Контуры информационного общества / А. Н. Авдулов, А. М. Кулькин ; Рос. акад. наук, Ин-т науч. информ.по обществ. наукам. — М. : ИНИОН, 2005. — 162 с. — Библиогр.: с. 156—162. — ISBN 5-248-00205-2
- Финансирование науки в развитых странах мира : аналитический обзор / А. Н. Авдулов, А. М. Кулькин ; Рос. акад. наук, Институт научной информации по общественным наукам. — М.: РАН. ИНИОН, 2007. — 113 с. — (Методологические проблемы развития науки и техники). — Библиогр.: с. 111—113. — ISBN 5-248-00295-8